# Erzbistum Ayacucho oder Huamanga

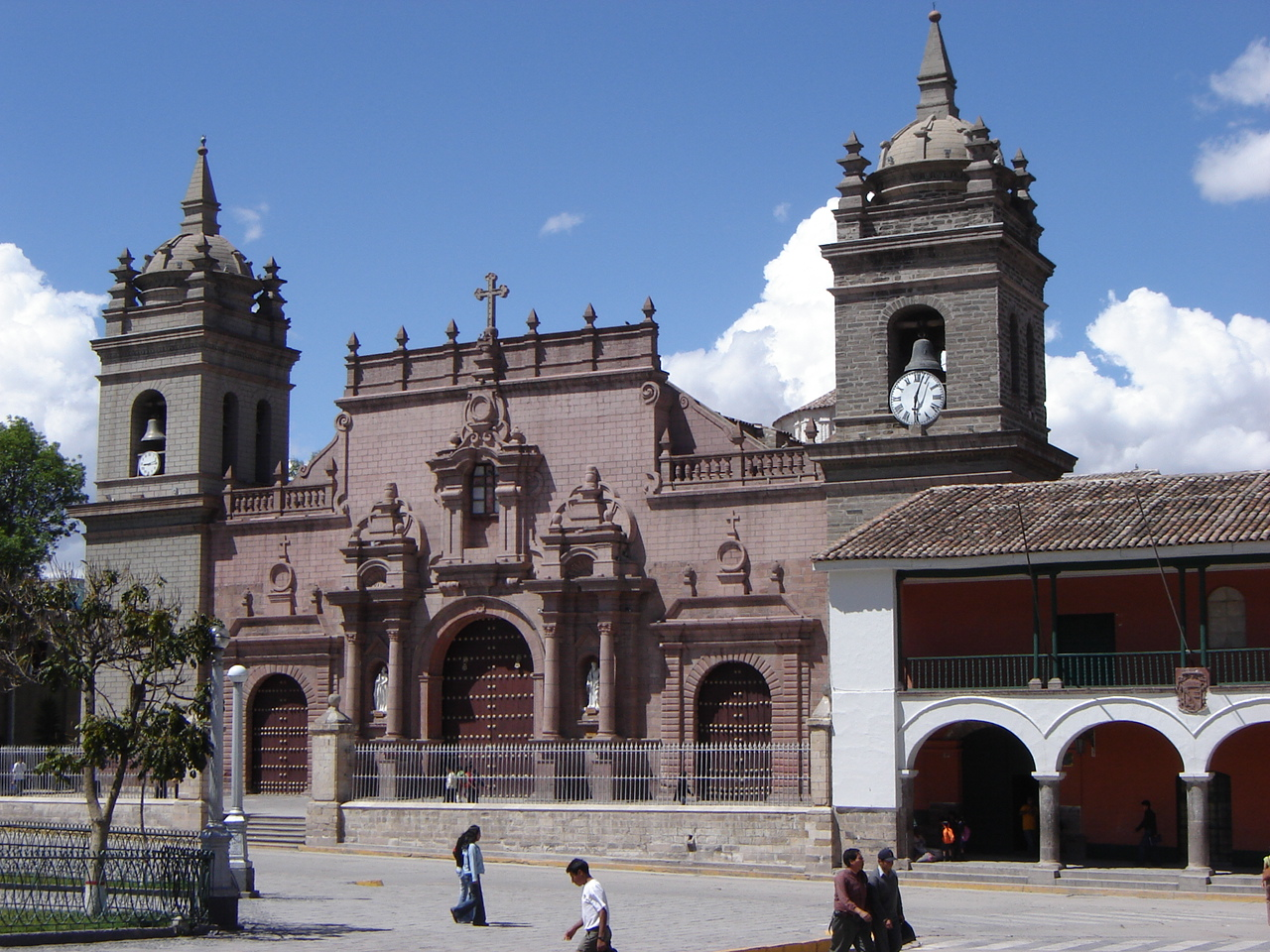
Kathedrale von Ayacucho

Das Erzbistum Ayacucho oder Huamanga (spanisch Arquidiócesis de Ayacucho o Huamanga, lateinisch Archidioecesis Ayacuquensis o Huamangensis) ist ein im Süden Perus gelegenes römisch-katholisches Erzbistum mit Sitz in Ayacucho. Die Doppelung der Bezeichnung „Ayacucho oder Huamanga“ rührt daher, dass die Stadt Ayacucho bis 1825 Huamanga hieß und von ihren Bewohnern bis heute so genannt wird.

## Geschichte
Das Bistum Ayacucho oder Huamanga wurde am 20. Juli 1609 aus Gebietsabtretungen des Bistums Cuzco errichtet und diesem später als Suffraganbistum unterstellt. Am 30. Juni 1966 wurde das Bistum Ayacucho o Huamanga zum Erzbistum erhoben. Das Erzbistum gab in seiner Geschichte mehrmals Teile seines Territoriums zur Gründung neuer Bistümer ab.

## Bischöfe

### Bischöfe von Ayacucho o Huamanga
- Agustín de Carvajal OESA, 7. Mai 1612 – 1621
- Francisco Verdugo Cabrera, 14. März 1622 – 20. Juli 1636
- Gabriel de Zarate OP, 1. September 1637 – 1638
- Antonio Corderina Vega OESA, 26. Mai 1642 – 1649 (Amtseinführung 1645)
- Andrés Garcia de Zurita 11. Juli 1649 – 4. April 1650
- Francisco de Godoy, 2. Mai 1650–1659
- Cipriano de Medina OP, 16. Februar 1660 – 1664
- Vasco Jacinto de Contreras y Valverde, 7. Juni 1666 – 2. März 1667
- Cristóbal de Castilla y Zamora, 11. Juni 1668 – 8. November 1677
- Sancho Pardo de Andrade de Figueroa y Cárdenas, 12. Juni 1679 – 15. November 1688, dann Bischof von Quito
- Francisco Luis de Bruna Rico, 6. Dezember 1688–1689
- Mateo Delgado, 12. Dezember 1689–Juli 1695
- Diego Ladrón de Guevara, 11. April 1699 – 15. September 1704, dann Bischof von Quito
- Francisco de Deza y Ulloa, 17. Februar 1706 – 22. April 1722
- Alfonso López Roldán OSBas, 30. August 1723 – 22. Februar 1741
- Miguel Bernardino de la Fuenta y Rojas, 7. August 1741–1742
- Francisco Gutiérrez Galeano OdeM, 25. Januar 1745 – 12. Oktober 1748
- Felipe Manriquez de Lara, 23. Februar 1750 – 31. Januar 1763
- José Luis de Lila y Moreno OESA, 20. August 1764–Januar 1769
- Miguel Moreno y Ollo, 12. März 1770 – 11. September 1780
- Francisco López Sánchez, 10. Dezember 1781 – 2. März 1790
- Bartolomé Fabro Palacios, 11. April 1791 – 10. Juli 1795
- Francisco Matienzo Bravo de Rivero, 27. Juni 1796–1802
- José Antonio Martínez de Aldunate y Garcés de Marcilla, 26. März 1804–1810, dann Erzbischof von Santiago de Chile
- José Vicente Silva y Olave, 1812–1816
- Pedro Gutiérrez de Coz, 1818–13. März 1826, dann Bischof von Puerto Rico
- Juan Rodríguez Raymúndez, 17. September 1838– …
- Santiago José O’Phelan, 12. Juli 1841 – 22. September 1857
- José Francisco Ezequiel Moreyra, 27. März 1865–1874
- Juan José de Polo, 18. Januar 1876–1893
- Julian Cáceres Negrón, 19. Januar 1893 – 19. April 1900
- Fidel Olivas Escudero, 19. April 1900 – 12. April 1935
- Francesco Solano Muente y Campos OFM, 30. Mai 1936 – 21. Juli 1939
- Victorino Alvarez SDB, 15. Dezember 1940 – 2. März 1958
- Otoniel Alcedo Culquicóndor SDB, 28. August 1958 – 30. Juni 1966

### Erzbischöfe von Ayacucho o Huamanga
- Otoniel Alcedo Culquicóndor SDB, 30. Juni 1966 – 20. November 1979
- Federico Richter Fernandez-Prada OFM, 20. November 1979 – 23. Mai 1991
- Juan Luis Cipriani Thorne, 13. Mai 1995 – 9. Januar 1999, dann Erzbischof von Lima
- Luis Abilio Sebastiani Aguirre SM, 13. Juni 2001 – 6. August 2011
- Salvador Piñeiro García-Calderón, seit 6. August 2011